# Paul Matte

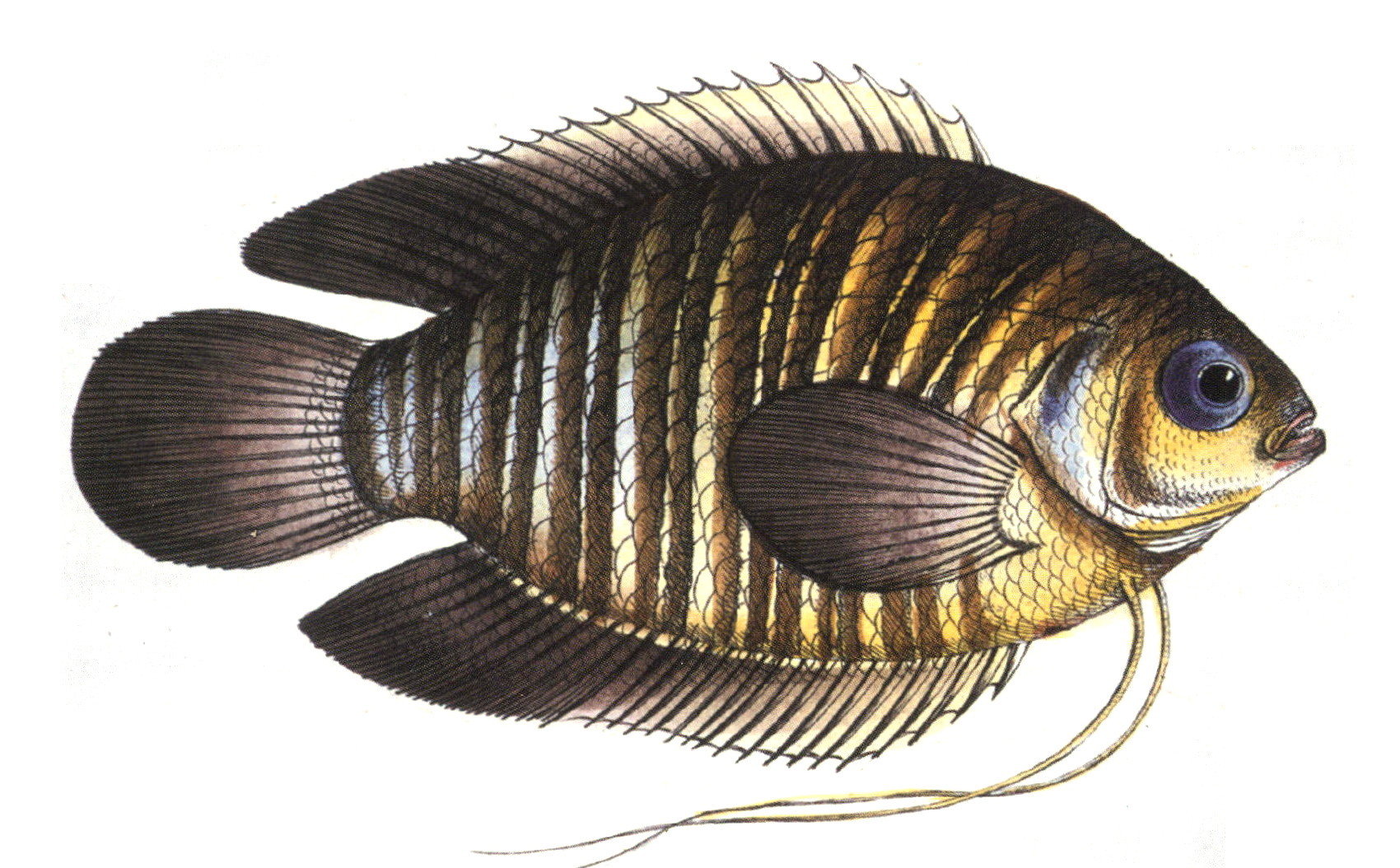
Gestreifter Fadenfisch, 1897 erstmals von Matte nach Deutschland eingeführt und vermehrt.

Paul Matte (* 1854; † 1922) war ein deutscher Aquarianer, Fischzüchter und Zierfisch-Importeur und -Exporteur in Berlin-Lankwitz.
In den 1880er Jahren betrieb er mit Kühn in Lankwitz bei Berlin eine „Zuchtanstalt“ für Zierfische, die er nach Kühns Tod allein fortführte und erheblich erweiterte. Zu dieser Zeit war es der einzige Zuchtbetrieb in Deutschland und fand unter anderem in den Zeitschriften Die Gartenlaube und Isis Erwähnung. Matte vermehrte und importierte „alljährlich Tausende“ Makropoden (Paradiesfische), Teleskop- und Japanische Schleierschwanz-Goldfische und exportiere diese an „selbst überseeische Plätze“.
1883 führte Matte Goldfische ein und züchtete besonders hochflossige Exemplare der „Schleierfische“, die Zuchtlinie wurde als „Matte Stamm“ bezeichnet. Viele Zierfische, u. a. Barsche, Welse und Zahnkärpflinge wurden von ihm, zum Teil erstmals (etwa den von Charles Darwin entdeckten Zehnfleckkärpfling), nach Deutschland eingeführt und vermehrt. Über Moskau gelangte Matte 1896 an 10 Nachzuchtpaare des Siamesischen Kampffisches (Betta splendens) der zuerst 1892 von Jeunet - Paris eingeführt wurde. 1897 wurden 40 Stück des Gestreiften Fadenfisches (Colisa fasciata, Syn. Trichogaster fasciatus) erstmals von ihm aus Kalkutta eingeführt und vermehrt. Im März 1905 führte er erstmals die Wildform des Zebrabärblings (Danio rerio) aus Indien ein. Den Schwertträger (Xiphophorus hellerii) erhielt er erstmals im März 1909.
Das Artepitheton matei der Salmlerart Hemigrammus matei bezieht sich auf Paul Matte. Eigenmann nennt Matte in seiner Beschreibung nicht direkt, das Originaletikett der Typusexemplare identifiziert ihn jedoch als Spender, so dass die Benennung nach ihm trotz der fehlerhaften Schreibweise zweifelsohne gegeben ist. Köhler beschrieb 1906 die Unterart Haplochilus panchax mattei, die später als eigene Art Aplocheilus mattei angesehen wurde und inzwischen als Synonym von Aplocheilus panchax gilt.